# Hermenegild (święty)
Święty Hermenegild (ur. ok. 564 w Toledo, zm. 13 kwietnia 586 w Tarragonie) – książę wizygocki, syn króla Leowigilda i Teodozji, brat Rekkareda I, męczennik i święty Kościoła katolickiego.

## Żywot świętego
Hermenegild urodził się w królewskiej rodzinie, najprawdopodobniej w Toledo, ówczesnej stolicy Królestwa Toledańskiego. Został wychowany, w panującej wśród Wizygotów wierze arianizmu (miejscowa ludność, potomkowie osadników rzymskich byli w większości katolikami). 
W wieku 15 lat w 578 lub na początku 579 roku został ożeniony z frankijską księżniczką Ingundą, córką Sigeberta I i Brunhildy, która była córką króla wizygotów Atanagilda. Zaraz po ślubie wysłano go jako gubernatora do jednej z południowych prowincji państwa, Betyki. Hermenegild, przez rodzinę matki, związany był ze św. Leandrem z Sewilli, przyjacielem późniejszego papieża Grzegorza I Wielkiego, a także ze św. Izydorem. Wpływ św. Leandra, jak i żony katoliczki, miał decydujące znaczenie na porzucenie przez niego dotychczasowego wyznania. Młody książę przyjął chrzest i nawrócił się na katolicyzm. Przejście na wiarę katolicką spowodowało konflikt z ojcem i sprowokowało walki zbrojne w kraju.

## Wojna domowa
Problemy polityczne, jakie niosła ze sobą konwersja Hermenegilda i jego kontakty z bizantyjskim prefektem cesarskiej sąsiedniej prowincji, spowodowały konflikt z ojcem, podsycany przez drugą żonę Leowigilda, Galswintę, wdowę po Atanagildzie, fanatyczną wyznawczynię arianizmu. Pomiędzy królem a synem wybuchł w 579 konflikt, trwający do roku 584.
Pierwsze walki miały miejsce w 581 lub 582, gdy Leowigild rozpoczął oblężenie Hermenegilda w Sewilli. Wtedy z pomocą zbuntowanemu synowi króla wyruszył król Swewów Miron. Został jednak pokonany i zmuszony do zawarcia traktatu i złożenia hołdu Leowigildowi. Zbyt słabi w Hiszpanii Bizantyjczycy nie byli w stanie udzielić wyraźnej pomocy wojskowej, natomiast Frankowie zostali przeciągnięci na stronę prawowitego króla dzięki małżeństwu drugiego królewskiego syna Rekkareda z frankijską księżniczką.
W pierwszym roku wojny Hermenegild utracił Meridę, a w 584 po dłuższym oblężeniu Sewillę. Po utracie całego podległego terytorium uciekł do Kordoby, która pozostawała w rękach Bizantyjczyków. Leowigild przekupił najpierw prefekta bizantyjskiego by opuścił miasto i pojmał zbuntowanego syna, którego skazał na wygnanie do Walencji a potem do Tarragony, gdzie poniósł śmierć. Ingunda próbowała uciec do Austrazji, została jednak schwytana przez wojska bizantyjskie i drogą morską przewieziona do Konstantynopola. Zmarła w czasie przerwy w podróży na wybrzeżu Afryki. Jej syn, Atanagild, dostał się pod opiekę cesarza bizantyjskiego Maurycjusza.

## Śmierć
Konflikt zbrojny zakończył się uwięzieniem i śmiercią Hermenegilda. 
W dziele "Dialogi", papież Grzegorz I wspomina, że Hermenegild odrzucił ofertę łaski od swojego ojca, w zamian za odstąpienie od wiary katolickiej. 
Królewicz odmówił jednak sprzeniewierzenia się Bogu i został ścięty w Wielki Piątek 13 kwietnia 586 roku w Tarragonie.
Według Martyrologium rzymskiego natomiast, został zabity siekierą na rozkaz ojca w Wielkanoc, gdy odmówił komunii z rąk ariańskiego biskupa.
Inną przyczyną śmierci było zasztyletowanie przez jednego z wasali ojca w amfiteatrze w Tarragonie.

## Kult
Kult Hermenegilda został zatwierdzony przez Sykstusa V, w 1000. rocznicę śmierci świętego, 13 kwietnia 1586 roku. Potwierdził go ponownie Urban VIII, który rozciągnął wspomnienie na cały Kościół. 
Wspomnienie liturgiczne obchodzone jest w Kościele katolickim 13 kwietnia. 
Czci go lokalnie Cerkiew prawosławna oraz Kościół ormiański.
Kult w Polsce
W kościele przyklasztornym paulinów we Włodawie (pw. św. Ludwika IX) znajduje się rzeźba drewniana, polichromowana, dłuta lwowskiego rzeźbiarza Macieja Polejowskiego z XVIII wieku, przedstawiająca Świętego Hermenegilda - męczennika Kościoła,.